# Храм Аоба
Храм Аоба (яп. 青葉神社, Аоба-дзиндзя) — японский синтоистский храм, посвящённый Датэ Масамунэ, расположенный в городе Сэндай.

## История
В 1873 году потомки клана Датэ обратились в префектуру Мияги за разрешением построить храм, посвященный основателю Сэндая, первому даймё княжества Сэндай — Датэ Масамунэ. Ходатайство основывалось на утверждении, что в 1831 году было получено разрешение Императорского двора на строительство храма, посвящённого Масамунэ, которое не удалось реализовать в то время. Министерство образования одобрило строительство храма, посвящённого предкам клана. Строительство храма, располагающегося вблизи от замка Аоба, было завершено в 1874 году.
Нынешний храм датируется 1927 годом. В результате землетрясения и цунами в Тохоку 11 марта 2011 году в храме были повреждены тории.
Весенний фестиваль Сэндай Аоба, проводящийся в мае (24 и 25), связан с днём рождения Датэ Масамунэ — 24 мая.
Регулярный фестиваль, проводимый 9 и 10 октября, связан с датой когда Масамунэ был назначен тюнагоном.

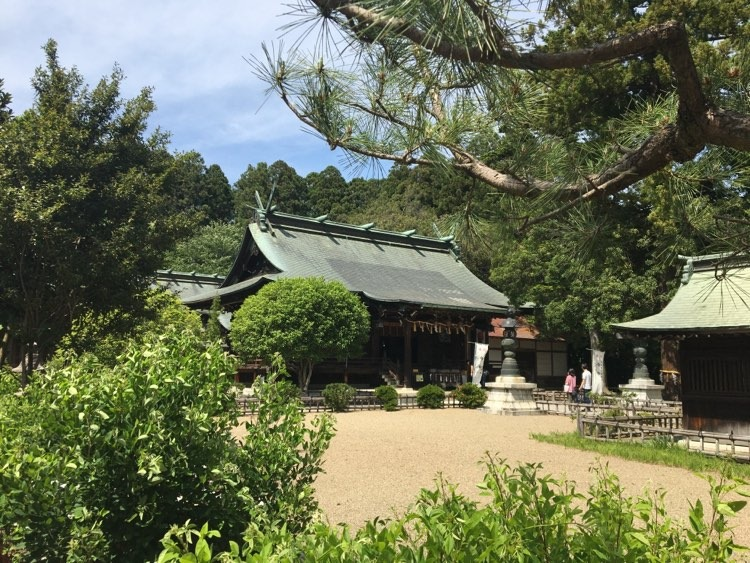
Хайдэн (молитвенный зал) храма Аоба
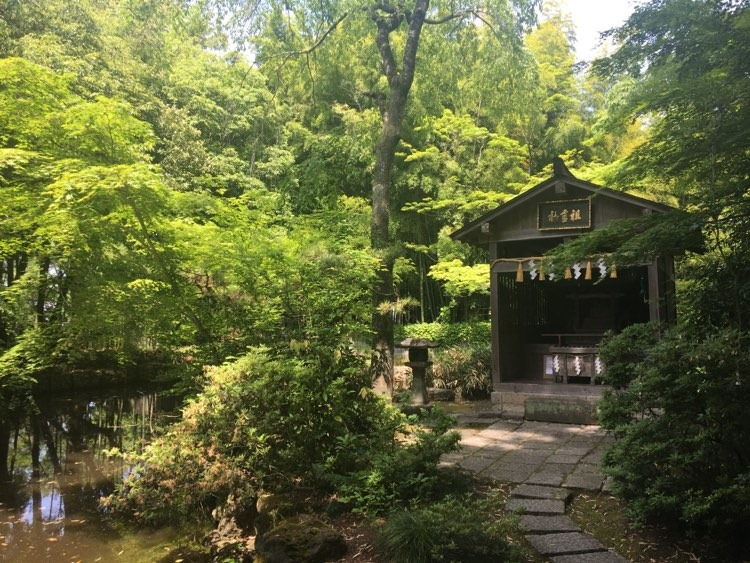
Павильон, где захоронен Датэ Масамунэ
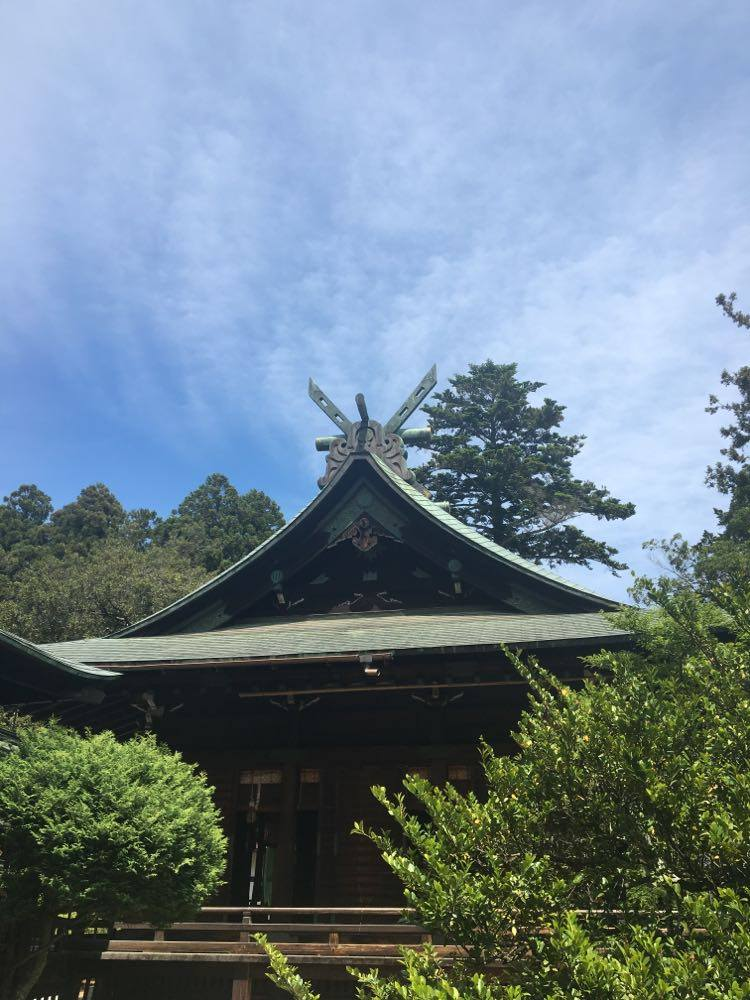
Крыша храма Аоба с тиги